# Arado Ar 79
O Arado Ar 79 foi um avião utilitário e de treinamento monoplano monomotor da Luftwaffe durante o regime nazista de Adolf Hitler.
|  |